# 法國德意志人
德國人不斷移民到法國使其成為在德國以外的最大的德裔社區的家園之一。從1990年代兩德統一開始，從德國到法國的移民迅速增加，到2012年，估計有130,000名德國公民居住在法國。
在法國的德裔社區估計有大約130,000名德國人。

## 外部連結
- Website Franco-German （页面存档备份，存于）
- Information on Germany （页面存档备份，存于） by the French Ministry of Europe and Foreign Affairs

1. ↑  . France Diplomatie : : Ministère de l'Europe et des Affaires étrangères.   [10 June 2021]. （原始内容存档于2021-05-25）.